# Berry-Bouy
Berry-Bouy è un comune francese di 1 234 abitanti situato nel dipartimento del Cher, nella regione del Centro-Valle della Loira.

## Società

### Evoluzione demografica
Abitanti censiti